# Are 'Friends' Electric?
"Are 'Friends' Electric?" je pjesma Garyja Numana i sastava Tubeway Army iz 1979. godine. Pjesma je objavljena kao singl na albumu Replicas.

## Produkcija
Unatoč trajanju od preko pet minuta i izostanku, prema riječima autora, "bilo kakve pamtljive melodije", pjesma je dospjela na vrhove britanskih top lista. Bila je to prva pjesma bazirana na sintisajzerima koja je postala hit u post-punk eri. Dok se unikatan zvuk pjesme izdvajao u to vrijeme, prodaja je dobro išla zbog korištenja vinil ploče sa slikom i Numanovog šokantnog "robotskog" nastupa na TV-u. "Are 'Friends' Electric?" je postala standardna pjesma svih Numanovih javnih nastupa. Poluakustična verzija pjesme pojavila se za turneju "Jagged" iz 2006.

## Glazba i riječi
Pjesma priča priču od usamljenom i paranoičnom čovjeku čiji jedini prijatelj je robot koji se pokvario; tematike otuđivanja i izolacije bile su svojstvene Numanu tokom tog dijela njegove karijere. Tekst pjesme je bio inspiriran propalom vezom s zaposlenicom Beggar's Banquet Records-a, Susan Wathan (tajnovito spomenuta kao "S.U."), i pomiješan s zamišljenim scenama iz priče Sanjaju li androidi "električne" ovce? (kasnije osnova za film Blade Runner iz 1982.). Glazba je karakteristična zbog svojih emocionalnih kvaliteta, koje su bile u oštrom kontrastu s namjerno hladnim pjesmama ostalih sintisajzerskih sastava poput Kraftwerka.
Pjesma se sastoji od tri različita dijela: sintisajzerskog riffa u C i B, ponavljajućeg dijela s tekstom u septakord arpeggio-u i instrumentalnog dijela u F. Korišteni instrumenti su minimalistički: klasičan bubanj i bas-gitara, malo gitare (posebice u instrumentalnom dijelu), obuzdanih vokala i najviše izraženi, Minimoog sintisajzer. Sintisajzerski dijelovi uključuju usporeni zupčasti bas riff i visoki portamentno u pozadini.

## Obrade
Ova pjesma je jedna od najčešće obrađivanih Numanovih pjesama. Sljedeći glazbenici su obradili ovu pjesmu.
- 1994. - sastav Generator
- 1995. - sastav Nancy Boy na albumu Promosexual
- 1997. - sastav Information Society na albumu Don't Be Afraid i sastav Republica u duetu s Numanom
- 2000. - rock sastav Jessica's Crime obradila je pjesmu za njihov singl Don't Cry
- 2002. - pjesma Freak Like Me, hit ženskog pop trio Sugababes, u velikom dijelu temeljena je pjesmi Are 'Friends' Electric?
- 2008. - house grupa Groove Armada uvrstila je obradu pjesme na svoj album Late Night Tales

## Produkcijsko osoblje
- Producent
  - Gary Numan

- Glazbenici
  - Gary Numan - Minimoog sintisajzer, gitara, vokal
  - Paul Gardiner - bas-gitara
  - Jess Lidyard - bubnjevi

## Vanjske poveznice
- Pjesma na Youtube video servisu